# Eurico de Melo
Eurico Silva Teixeira de Melo (Santo Tirso, le 28 septembre 1925 – Porto, 1er août 2012) est un homme politique portugais du Parti social-démocrate.

## Biographie
Licencié en ingénierie chimique de la faculté d'ingénierie de l'université de Porto, où il est professeur assistant, il est nommé gouverneur civil de Braga entre 1975 et 1976. Nommé ministre de l'Administration interne dans le gouvernement de Francisco Sá Carneiro en 1980 mais non reconduit dans ceux de Francisco Pinto Balsemão (1981-1983), il retrouve son ministère sous le premier mandat (1985-1987) d'Aníbal Cavaco Silva, obtenant même le prestigieux rang de Ministre d'État.
Lors de la formation du deuxième gouvernement Cavaco Silva en 1987, Eurico de Melo obtient le ministère de la Défense nationale ainsi que le poste de Vice-Premier ministre. Il démissionne le 5 janvier 1990. Quatre ans plus tard, il est élu député européen à l'occasion des élections européennes de 1994. Il n'effectue qu'un seul mandat et abandonne donc son siège en 1999. Membre de l'Assemblée municipale de sa ville natale de Santo Tirso entre 2001 et 2003, il est ensuite membre du conseil d'administration de la Banco Santander.
Parallèlement à tous ces mandats, il occupe diverses charges au sein du Parti social-démocrate, le grand parti de centre-droit. Il en est ainsi vice-président à trois reprises (1983 ; 1985-1989 ; 2001). Ayant été Vice-Président du congrès de 1984, il préside deux congrès successifs, ceux de 1995 (où est élu Fernando Nogueira en remplacement de Cavaco Silva) et de 1999 (qui voit José Manuel Durão Barroso s'emparer de la présidence). Il occupe également la présidence du conseil national du parti entre 1990 et 1992 et est membre de la commission politique nationale en 1976, 1978 et 1979.